# Anaulacodesmus debile
Anaulacodesmus debile är en mångfotingart som beskrevs av Carl Graf Attems 1931. Anaulacodesmus debile ingår i släktet Anaulacodesmus och familjen Dalodesmidae. Inga underarter finns listade i Catalogue of Life.